# Nohwado
Nohwado (koreanska: 노화도) är en ö i Sydkorea.   Den ligger i provinsen Södra Jeolla, i den södra delen av landet, 400 km söder om huvudstaden Seoul. Arean är 25 kvadratkilometer. Den ligger i sin helhet i köpingen Nohwa-eup.
Terrängen på Nohwado är platt. Öns högsta punkt är 141 meter över havet. Den sträcker sig 7,0 kilometer i nord-sydlig riktning, och 7,2 kilometer i öst-västlig riktning.